# Christian Cullen
Christian Mathias Cullen (Isla Norte, 12 de febrero de 1976) es un exjugador neozelandés de rugby que se desempeñaba mayoritariamente como Fullback.
Cullen jugó para los All Blacks, donde marcó 46 tries siendo uno de los mejores Fullbacks que se recuerden.

## Participaciones en Copas del Mundo
Cullen solo disputó una Copa Mundial, la de Gales 1999. Los All Blacks favoritos como siempre, fueron derrotados en semifinales ante Francia con un Christophe Lamaison que anotó 28 puntos con un full house incluido. Nueva Zelanda alcanzó el cuarto lugar al ser vencidos por los Springboks en el partido por el tercer puesto.
| Mundial                       | Sede  | Resultado     | PJ | Tries |
| ----------------------------- | ----- | ------------- | -- | ----- |
| Copa Mundial de Rugby de 1999 | Gales | Cuarto puesto | 6  | 1     |

## Palmarés
- Campeón de la Copa de Campeones de 2005/06.
- Campeón del Rugby Championship de 1996, 1997 y 1999.
- Campeón de la Copa Celta 2004-05.